# McVeytown
McVeytown est un borough situé au sud-ouest du comté de Mifflin, en Pennsylvanie, aux États-Unis,. En 2010, il comptait une population de 342 habitants, estimée au 1er juillet 2020 à 324 habitants. Le borough est incorporé le 9 avril 1835.

## Démographie
Lors du recensement de 2010, le borough comptait une population de 342 habitants. Elle est estimée, en 2020, à 324 habitants.

### Source de la traduction
- (en) Cet article est partiellement ou en totalité issu de l’article de Wikipédia en anglais intitulé « McVeytown, Pennsylvania » (voir la liste des auteurs).